# 진주 단지종택 정운원종공신녹권
진주 단지종택 정운원종공신녹권(晋州 丹池宗宅 定運原從功臣錄券)은 대한민국 경상남도 진주시 경상국립대학교에 있는 조선시대의 공신녹권이다.
2006년 11월 2일 경상남도의 유형문화재 제449호 진주 단지종택 정운원종공신녹권으로 지정되었다가, 2018년 12월 20일 현재의 명칭으로 변경되었다.

## 개요
정운원종공신녹권은 2책으로서, 하협(1583∼1625, 호 단지)과 하선에게 내려진 공신녹권이다. 각 책의 첫 페이지 서두에 수급자의 이름이 제시되어 있고 다음 페이지부터는 내용이 같다.
1614년(광해군 6)에 만들어졌고 금속활자본이다. 규격은 22.5×33.5cm이고, 상하내향삼엽화문, 사주쌍변, 계선이 있는 10행 17자의 형태를 취하고 있다.

## 같이 보기
- 원종공신

## 참고 문헌
- 진주 단지종택 정운원종공신녹권 - 국가유산청 국가유산포털